# Nouhoum Kobéna
Nouihoum Kobenan (sinh ngày 5 tháng 1 năm 1985 ở Parakou) là một cầu thủ bóng đá người Bénin đã giải nghệ thi đấu cho Kotkan Työväen Palloilijat ở Phần Lan.

## Sự nghiệp
Anh khởi đầu đầu sự nghiệp cùng với Energie FC và ký hợp đồng năm 2005 cùng với câu lạc bộ Giải bóng đá ngoại hạng Mali AS Bamako, anh cũng giành chức vô địch Cúp bóng đá Mali trong mùa giải đầu tiên. Sau 2 năm cùng với AS Bamako, mùa đông năm 2007, anh gia nhập kình địch Djoliba AC, và vô địch Giải bóng đá ngoại hạng Mali trong mùa giải đầu tiên.
Năm 2012, anh chuyển đến câu lạc bộ Phần Lan Kotkan Työväen Palloilijat.

## Quốc tế
Koubena có màn ra mắt cho Bénin năm 2006.

## Danh hiệu
- 2005: Cúp bóng đá Mali
- 2008: Giải bóng đá ngoại hạng Mali